# Odile Ehret
Odile Ehret est une enseignante et dramaturge française née le 9 juin 1949 à Enghien,.

## Biographie
Odile Ehret a suivi des cours de théâtre auprès de Raymond Girard, Tania Balachova ainsi qu'à l'Actors Studio (1968-1969). 
C'est à la force de conviction de son amie metteur en scène Jacqueline Ordas qu'elle doit ses débuts dans l'écriture théâtrale avec L'Education des filles. S'enchaîneront La Petite Sœur, Soir de grève, La Papesse, Ulrich Helger et Fêtes.
Elle a aussi, à la demande de metteurs en scène, adapté Le Moine noir de Tchékhov, et La Muse du département de Balzac et écrit deux pièces pour France inter, Roissy et Une Soirée tranquille en 1984.
En parallèle à l'écriture, elle  poursuit sa carrière d'enseignante, et anime des ateliers de théâtre.

## Pièces originales

### L’Éducation des filles
Comédie, 1976
Sujet : Une suite de saynètes humoristiques retrace l’évolution de l'éducation des filles à diverses époques.
Création : La pièce a été mise en scène par Jacqueline Ordas pour le Théâtre du Matin et représentée dans le cadre du Festival d'Avignon Off en 1978.

### La Petite Sœur
Drame, 1977
Distribution : 3 femmes.
Sujet : De retour une dernière fois dans la maison de leur enfance, deux femmes au crépuscule de leur vie évoquent leur jeunesse et leur jeune sœur trop tôt disparue.
Création : La pièce a été mise en scène par Jacqueline Ordas pour le Théâtre du Matin et représentée dans le cadre du Festival d'Avignon Off en 1979,.

### Soir de grève
Drame, 1978
Distribution : 1 femme et 1 homme.
Sujet : À l'occasion d'une grève, un homme et une femme se rencontrent dans une gare. L'un comme l'autre brisés par les épreuves de la vie. Deux solitudes se font face à face, et même si tout leur semble permis, rien entre eux ne sera possible.
Création : La pièce a été lue à Avignon en 1978, au Gueuloir de Lucien Attoun. Elle a été mise en scène pour la première fois par Virgil Tanase pour le Théâtre du Marais et jouée au Théâtre du Croqu'Diamant à partir du 24 septembre 1980,.
avec Marie-Georges Pascal et Jean-Claude Robbe.

### La Papesse
Drame, 1981
Distribution : 5 femmes et 5 hommes.
Sujet : Un enfant est né. Malheur fréquent au Moyen Âge, sa mère est morte en couches. Moins banal, celle-ci était... Pape
Création : La Papesse ou la Légende la papesse Jeanne et de sa compagne Bartoléa a été créée à Poitiers en 1982 par Ewa Lewinson et la Compagnie Bestiaire puis reprise à Paris au Théâtre de la Tempête en 1983 ,,,.
avec Alain Choquet, Danielle Autain, Jean-Pierre Jourdain, Jack Bilger, Jean-Paul Billecocq, Catherine Cauwet, Yves Michas, Hervé Petit et Michèle Tireau.
Éditions : La pièce La Papesse ou la Légende la papesse Jeanne et de sa compagne Bartoléa a été publiée par les éditions Limage Théâtre en 1982.

### Ulrich Helger
Drame, 1982
Distribution : 2 femmes et 3 hommes.
Sujet : Ulrich Helger vient de mourir. Écrivain phare pour la génération de Mai 1968, il vivait retiré du monde, depuis plusieurs années, dans une maison sur la Côte Fleurie. Mutique, il était devenu un mystère pour ses proches même. 
Le grand homme mort, sa présence est encore plus forte et plus oppressante. Tous, sa jeune femme Anna, son fils Julien, sa fille Birgit et Rémy son ex-mari comme Thomas, l'ami universitaire, évoquent le père, le créateur et l'énigme qu'était Ulrich Helger. Tous en profitent aussi pour faire le point sur leurs vies,.
Création : La pièce a été lue le 4 juin 1982 sur France Culture dans le cadre de l'émission Théâtre ouvert de Lucien Attoun.
La « mise en voix » était dirigée par Emmanuelle Stochl et interprétée notamment par Michel Caccia, Raymond Jourdan et André Marcon. La pièce a été jouée en 1987 sur la scène du Roseau théâtre par la Compagnie T.A.2.T (Théâtre à deux têtes) dans une mise en scène de Philippe Ferran,.
avec Odile Michel (Anna), Marie-Catherine Conti (Birgit), Patrick Olivier (Julien), Gérard Chambre (Rémy), Bernard Bollet (Thomas).
Éditions : La pièce Ulrich Helger a été publiée par les Éditions Théâtrales, dans la collection Répertoire contemporain (no 966) en 1985.

### Fêtes
Satire sociale, 1983
Distribution : 4 femmes et 2 hommes.
Sujet : Une réception organisée par un couple bourgeois perçue depuis la salle de bain dans laquelle défilent les participants à la soirée
Création : Pièce créée à la radio par Arlette Dave sur France Culture dans le cadre du programme Nouveau Répertoire Dramatique en 1984,
Éditions : La pièce Fêtes a été publiée par les Éditions Théâtrales, dans la collection Répertoire contemporain (no 2205) en 1989.

### Roissy
Drame, 1984
Distribution : 1 femme et 1 homme.
Sujet : Une femme condamnée par la maladie retrouve l'homme avec qui elle a vécu vingt ans auparavant. L'amour les unis toujours.
Création : Pièce créée à la radio par Philippe Desboeuf sur France Inter en 1984 ; mise en scène par Catherine Derain en 1985 et jouée au Théâtre de l'Eure, à Paris à partir du 15 octobre 1986.
avec Catherine Derain et Jean-Jacques Forbin.

### Une Soirée tranquille
Drame, 1984
Distribution : 2 femmes.
Sujet : Une enseignante souhaite consacrer sa soirée à la correction de copies, quand elle est interrompue par l'irruption d'une voisine qui vient mourir chez elle.
Création : Pièce créée à la radio dans le programme Les Mille et un jours de Pierre Billard sur France Inter en 1984 et mise en scène de Hassen Chaouche en 2004.

## Adaptations

### Le Moine noir
1983
Adaptation pour la scène de la nouvelle Le Moine noir d'Anton Tchekov.
Distribution : 2 femmes et 3 hommes.
Création : La pièce a été mise en scène par Julian Negulesco en 1984. Le spectacle, coproduit par la Maison de la Culture de Bourges et la Compagnie Robert Hossein, a été présenté à  Bourges à partir du 9 novembre 1984.

### La Muse du département
1993
Adaptation pour la scène du roman La Muse du département d' Honoré de Balzac.

### Il était une fois un sous-lieutenant
2007
Adaptation pour la scène de la nouvelle de Mario de Carvalho
Création : La pièce a été mise en scène par Jacqueline Ordas en 2007 et jouée au Théâtre Les Déchargeurs.